# آلسیو بندیتی
آلسیو بندیتی (انگلیسی: Alessio Benedetti؛ زادهٔ ۱۹ مهٔ ۱۹۹۰) بازیکن فوتبال اهل ایتالیا است.
از باشگاه‌هایی که در آن بازی کرده‌است می‌توان به باشگاه فوتبال کرمونزه، باشگاه فوتبال پروجا، باشگاه فوتبال چیتادلا، و باشگاه فوتبال اتلتیکو آرتزو اشاره کرد.